# Franziska Bröckl
Franziska Bröckl (* 13. Juni 1994 in Halle (Westfalen)) ist eine deutsche Fußballspielerin.

## Karriere

### Vereine
Bröckl spielte bis zur C-Jugend beim SC Halle und wechselte 2008 zum Herforder SV, für den sie drei Spielzeiten in der Jugend aktiv war. Am 6. März 2011 wurde sie erstmals ins Bundesligateam eingewechselt. Zur Saison 2011/12 wechselte sie zum FSV Gütersloh 2009, mit dem sie 2012 in die Bundesliga aufstieg und 2012/13 zu zwölf weiteren Erstligaeinsätzen kam. Nach zwei Jahren in Gütersloh verließ sie den Verein und setzte ihre fußballerische Karriere bei den South Florida Bulls, dem College-Team der University of South Florida fort. Nachdem sie 2013 in acht Partien für die Bulls zum Einsatz gekommen war, kehrte sie im Januar 2014 nach Deutschland zurück und spielte zunächst für die zweite Mannschaft des FSV Gütersloh in der viertklassigen Westfalenliga, wobei ihr in zehn Spielen neun Tore gelangen. Im Sommer 2014 begann sie ein Studium der Sportwissenschaften an der Ruhr-Universität Bochum und wechselte zum Zweitligisten VfL Bochum.

### Nationalmannschaft
Am 18. Mai 2010 spielte Bröckl erstmals für die U-16-Nationalmannschaft, mit der sie im Juli 2010 beim Nordic Cup in Dänemark den zweiten Platz erreichte. Seit Dezember 2010 spielte sie für die U-17-Nationalmannschaft. Bei der Endrunde der U-17-Europameisterschaft 2011 in Nyon/Schweiz kam sie sowohl beim mit 5:6 im Elfmeterschießen verlorenen Halbfinale gegen Frankreich, als auch im mit 8:2 gegen Island gewonnenen Spiel um Platz 3 zum Einsatz. Am 28. Februar 2012 kam Bröckl im Rahmen des Testspiels gegen die niederländische Auswahl erstmals für die deutsche U-19-Nationalelf zum Einsatz und wurde 2013 in den Kader für die EM-Endrunde in Wales berufen. Dort erreichte die Mannschaft das Halbfinale, Bröckl blieb jedoch ohne Turniereinsatz.

## Erfolge
- 2. Platz Nordic Cup 2010 (U-16)
- Dritte der U-17-Europameisterschaft 2011
- Aufstieg in die Bundesliga 2012 (mit dem FSV Gütersloh 2009)